# Chotia Weedhopper
El Chotia Weedhopper es un ultraligero de origen estadounidense de ala alta , con la configuración de tractor y tren de aterrizaje triciclo; desarrollado originalmente por John Chotia durante el apogeo del boom de 1970 de los ultraligeros fue introducido en 1977. El avión se encuentra disponible como un kit de construcción amateur y puede ser montado en 25-30 horas-hombre.

## Diseño y desarrollo
Muchos de los primeros ultraligeros utilizaban un método de control por "desplazamiento de peso", que requiere del piloto para empujar una barra de control para desplazar el centro de gravedad de la aeronave. El Weedhopper difería de la mayoría de otros ultraligeros del periodo en que éste tiene una palanca de mando que mueve el timón y el elevador, dándole control en los ejes de cabeceo y guiñada. El pronunciado diedro de las alas, junto con la flecha del borde de ataque hace que éste se resista al giro, resultando en una aeronave muy estable y fácil de volar. El Weedhopper se diferencia de muchos de los otros primeros ultraligeros ya que tiene un ala apoyada en puntales, mientras que la mayoría de los ultraligeros de época tienen alas con cables tensores.
El Weedhopper se construye a partir de un tubo de aluminio y cubierta de sobres de dacrón pre-cosido. Las primeras versiones del avión desarrollaron una mala reputación debido a la falta de motores fiables disponibles en la década de 1970. Esto fue corregido con la adopción del motor Rotax 277 de 21 kW (28 CV) y más tarde el motor 447 Rotax 447 de 30 kW (40 CV).
Más de 13.000 Weedhoppers se han vendido. Es muy popular, ya que ofrece a la gente una manera barata de viajar por placer. La aeronave puede ser fácilmente desmontado y meterse en un tráiler de almacenamiento en el hogar. No es necesario alquilar un hangar a un alto costo. También podría ser volado desde casi cualquier campo debido a sus necesidades despegue y aterrizaje corto (unos 30 m sin obstáculos). Los kits vendidos originalmente costaban USD 2000, y todavía están disponibles hoy en día, pero el modelo Weedhopper 40 de hoy se vende por USD 8495.

## Variantes
Weedhopper A
Versión de producción inicial, también conocido como el JC-24A.
Weedhopper B
Versión de producción mejorada, también conocido como el JC-24B.
Weedhopper C
Mejora de la versión de producción, también conocido como el JC-24C.
Weedhopper Standard
Modelo básico con motor Rotax 277 de 28 CV (21 kW)  y un peso en vacío de 235 libras (107 kg) para la categoría de aficionados en los Estados Unidos.
Weedhopper Deluxe
Mejorando la calidad de la producción con un motor Rotax 447 de 40 CV (30 kW).
Weedhopper 40
Modelo actual de producción con un motor Rotax 447 de 40 CV (30 kW).
Weedhopper Super
Con motor Rotax 503 de 50 CV (37 kW), muchos extras y un peso en vacío de 330 libras (150 kg)  para la categoría de aficionados en los Estados Unidos.
Weedhopper II
Sede actual de producción un modelo de dos asientos con un motor Rotax 503 de 50 CV (37 kW).

## Especificaciones (Weedhopper Modelo 40)
Los datos son de Weedhopper Aircraft.
Características generales
- Tripulación: uno.
- Longitud: 18 pies 6 pulgadas (5,64 m).
- Envergadura: 28 pies 0 pulg (8,53 m).
- Altura: 6 pies 97 pulgadas (4,29 m).
- Área del ala: 168 pies cuadrados (15,6 m 2 ).
- Peso en vació: 250 lb (113 kg).
- Peso máximo:  550 lb (249 kg).
- Capacidad de combustible: 5 galones estadounidenses (19 litros).
- Motor: Rotax 447 de dos cilindros, motor de aeronave de dos tiempos, 40 CV (30 kW).
- Hélices: 2 palas Powerfin de suelo ajustable.

Desempeño
- Velocidad de Crucero: 55 mph (48 kn; 89 km/h).
- Velocidad de entrada en pérdida: 20 mph (17 kn; 32 km/h)
- Velocidad Máxima: 65 mph (56 kn; 105 km/h).
- Velocidad de ascenso: 1.000 pies / min (5,1 m / s)

Aviónica
ninguna.

## Aeronaves similares
- AmEagle American Eaglet
- Avid Champion
- Beaujon Enduro
- Beaujon Mach .07
- Birdman TL-1
- Pterodactyl Ascender
- Mitchell U-2 Superwing
- Ultraflight Lazair
- Eipper Quicksilver